# Ci vedo lungo
Ci vedo lungo è un singolo del rapper italiano Gianni Bismark pubblicato il 30 aprile 2018.

## Tracce
1. Ci vedo lungo – 2:24